# Surinaamse parlementsverkiezingen 2020/Kandidatenlijst/DOE
Dit is de lijst van kandidaten voor de Surinaamse parlementsverkiezingen in 2020 van DOE. De verkiezingen vinden plaats op 25 mei 2020. De landelijke partijleider is Steven Alfaisi.
De onderstaande deelnemers kandideren op grond van het districten-evenredigheidsstelsel voor een zetel in De Nationale Assemblée. Elk district heeft een eigen lijsttrekker. Los van deze lijst vinden tegelijkertijd de verkiezingen van de ressortraden plaats. Daarvoor geldt het personenmeerderheidsstelsel. De kandidaten voor de ressortraden staan hieronder niet genoemd.

## Lijsten
Hieronder volgen de kandidatenlijsten op alfabetische volgorde per district.

### Commewijne
1. Mirelva Overman
2. Clyde Silent

### Para
1. Glenn Georgetin
2. Floreen Barron-Stuger
3. Romeo de Vlugt

### Paramaribo
1. Carl Breeveld
2. Xiomara Tsai-A-Woen
3. Berryl Morris
4. Saskia Dopo
5. Bruce Zamuel
6. Lilian Wiebers
7. Ryan Rozenblad
8. Arleen Sumter
9. Jagendersing Raghoebarsing
10. Lorenzo Irion
11. Hariette Walker
12. Murwin Ritfeld
13. Ewin Vrede
14. Noraly Bedford
15. Hilary Ajaiso
16. Orlando Rantwijk
17. Harry Mungra

### Sipaliwini
1. Jeroe Romeina

### Wanica
1. Steven Alfaisi
2. Gloria Lie Kwie Sjoe
3. Daphne Boke
4. Andrew Baasaron
5. Elizabeth Atmopawiro
6. Hugo Pinas
7. Robby Holband

Kandidaten per partij: A20 · 
ABOP · 
BEP · 
DA'91 · 
DNW · 
DOE · 
HVB · 
NDP · 
NPS · 
PALU · 
PL · 
PRO/APS · 
SDU · 
SPA · 
STREI! · 
VHP · 
VVD
Kandidaten per district: Brokopondo · 
Commewijne · 
Coronie · 
Marowijne · 
Nickerie · 
Para · 
Paramaribo · 
Saramacca · 
Sipaliwini · 
Wanica